# Jonas Andries van Praag
Jonas Andries van Praag (Ámsterdam, 26 de febrero de 1895-íd., 30 de octubre de 1969), hispanista holandés.

## Biografía
De origen judío, fue descubierto como talento por el romanista Jean Jacques Salverda de Grave y se graduó en 1922 con una tesis sobre el teatro español del Siglo de Oro en los Países Bajos. Fue nombrado privatdozent de lengua y literatura española en la Universidad de Ámsterdam en 1927, salvo una breve destitución a causa de sus orígenes judíos durante la invasión nazi, y fue catedrático numerario de la misma desde 1952. Durante algún tiempo enseñó también en las universidades de Groninga y Leiden. 
Fue miembro correspondiente de la Real Academia Española desde 1952 y la Hispanic Society le concedió ese mismo título dos años después. Se le deben unos sesenta títulos sobre tema español e hispanoamericano. Su Beknopte geschiedenis der Spaanse Letterkunde (1952-1954) consta, pese a su modesto título, de tres volúmenes. 
Se ha interesado especialmente por la comedia española del Siglo de Oro, en especial la escrita por sefardíes expulsados de España en Holanda. Escribió La comedia espagnole aux Pays-Bas au XVIe et au XVIIe siècles (París-Ámsterdam, 1922) y Los sefarditas de Ámsterdam y sus actividades (Madrid: Universidad de Madrid, Facultad de Filosofía y Letras, 1967) entre otros trabajos, y publicó numerosos artículos en las revistas especializadas, por ejemplo uno especialmente importante sobre una novela bizantina en trece libros, Eustorgio y Clorilene: historia moscovica (Madrid: Juan González, 1629), obra de Enrique Suárez de Mendoza y Figueroa.